# Xã Dix, Quận Ford, Illinois
Xã Dix (tiếng Anh: Dix Township) là một xã thuộc quận Ford, tiểu bang Illinois, Hoa Kỳ. Năm 2010, dân số của xã này là 642 người.